# Homalium foetidum
Espèce
Synonymes
- Astranthus foetida Wall. ex Clarcke[1]
- Astranthus foetida Wall. ex Mast.[2]
- Blackwellia foetida Wall.[2] [1]
- Blackwellia moluccana Blume[1]
- Homalium amplifolium Gilg[1]
- Homalium aranga Vid. ex F.-Vill.[1]
- Homalium luzoniense Fern.-Vill.[1]
- Homalium novoguineense Slooten[1]
- Homalium pachyphyllum Gilg[1]
- Ludia foetida Roxb.[1]
- Scolopia foetida Clos.[1]

Statut de conservation UICN

 LC  : Préoccupation mineure
Homalium foetidum est une espèce de plantes à fleurs de la famille des Salicaceae trouvée en Indonésie, Malaisie, Papouasie-Nouvelle-Guinée et aux Philippines.